# Крістофер Жульєн
Крістофер Жульєн (фр. Christopher Jullien, нар. 22 березня 1993, Ланьї-сюр-Марн, Франція) — французький футболіст мартініканського походження, центральний захисник клубу «Монпельє».

## Ігрова кар'єра

### Клубна
Крістофер Жульєн починав займатися футболом у паризькому клубі «Торсі». У 2006 році він приєднався до молодіжної команди «Осера». В серпні 2012 року футболіст провів свій перший матч на професійному рівні в Лізі 2.
Влітку 2013 року Жульєн як вільний агент перейшов до німецького «Фрайбурга». Але через високу конкуренцію в основі клубу більшість ігрового часу захисник провів в дублюючому складі «Фрайбурга». Єдину гру в першій команді він зіграв 16 грудня 2014 року проти мюнхенської «Баварії». Перед початком сезону 2015/16 Жульєн повернувся до Франції, де на правах оренди продовжив виступи в складі «Діжона». Допоміг клубу підвищитися в класі.
Та влітку 2016 року Жульєн остаточно повернувся до Франції і підписав чотирирічний контракт з «Тулузою». 14 серпня у матчі проти «Марселя» Жульєн дебютував у вищому дивізіоні чемпіонату Франції.
У 2019 році Жульєн переїхав до Шотландії, підписавши контракт на чотири роки з «Селтіком». 30 липня 2019 року у матчі кваліфікації Ліги чемпіонів Жульєн провів першу гру в новій команді. В сезоні 2019/20 в складі «Селтіка» Жульєн виграв всі національні трофеї Шотландії.
В серпні 2022 року футболіст вкотре повернувся до Франції, приєднавшись до клубу «Монпельє», з яким підписав трирічний контракт.

### Збірна
В 2013 році в складі юнацької збірної Франції (U-20) Крістофер Жульєн став переможцем молодіжного чемпіонату світу, що проходив в Туреччині.

## Титули
Селтік
 Чемпіон Шотландії: 2019/20
 Переможець Кубка Шотландії: 2019/20
 Переможець Кубка ліги: 2019/20
Франція (U-20)
 Чемпіон світу: 2013